# Bărbosu
Bărbosu – wieś w Rumunii, w okręgu Caraș-Severin, w gminie Ramna. W 2011 roku liczyła 40 mieszkańców. 